# Les Aspin
Leslie „Les” Aspin, Jr. (ur. 21 lipca 1938, zm. 21 maja 1995) – amerykański polityk z Partii Demokratycznej. Od 1971 do 1993 zasiadał w Izbie Reprezentantów Stanów Zjednoczonych jako przedstawiciel stanu Wisconsin.
Od 21 stycznia 1993 do 3 lutego 1994 służył jako sekretarz obrony USA w administracji Billa Clintona. Zrezygnował z powodu fali krytyki skierowanej przeciwko niemu, wywołanej między innymi przez amerykańskie niepowodzenia w Somalii.